# Othmar Daniel Zinke
Othmar Zinke (* 10. August 1664 in Striegau, Herzogtum Schweidnitz; † 8. September 1738 in Braunau, Königgrätzer Kreis, Königreich Böhmen) war Abt der Benediktinerklöster Břevnov, Braunau, Politz und Wahlstatt.

## Herkunft und Werdegang
Sein Vater David Zinke war Kaufmann in Striegau. Nachdem er früh verstorben war, zog dessen Witwe Susanne mit ihren Kindern nach Braunau in Böhmen. Einige Jahre später heiratete sie dort einen Kaspar Sachs.
Daniel Zinke besuchte das Gymnasium der Braunauer Benediktiner. Unter Abt Thomas Sartorius trat er 1670 in das Kloster ein. Nach Abschluss des Noviziats am 25. März 1671 nahm er den Ordensnamen Othmar an. Da im Juni des Jahres Kloster und Klosterkirche durch einen Brand beschädigt wurden, mussten die Novizen vorübergehend im Zisterzienserkloster Grüssau untergebracht werden, mit dem seit 1663 eine Gebetsverbrüderung bestand. Am 1. April 1685 legte Othmar Zinke die Ordensgelübde ab. Anschließend studierte er Philosophie an der Kloster-Lehranstalt und danach Theologie und Kirchenrecht im Erzbischöflichen Seminar in Prag. Mit der Verteidigung von 43 Thesen aus dem Gebiet der Dogmatik und der Moraltheologie schloss er das Studium im Juli 1689 ab. Opponenten waren zwei Franziskaner aus dem Franziskanerkloster Glatz und ein Zisterzienser aus Grüssau. Am 15. August des Jahres empfing er die Priesterweihe.
Ab 1690 wirkte Zinke als Lehrer am Braunauer Klostergymnasium. Zudem hielt er für die Patres Vorlesungen in Philosophie, Kirchenrecht und Moraltheologie. Schon bald erwarb er sich das Vertrauen des Abtes Thomas Sartorius (1663–1700). Dieser entsandte ihn als Abtei-Vertreter zum Kaiserhof und zum päpstlichen Apostolischen Nuntius nach Wien. Zusammen mit einem weiteren Pater nahm er  als Vertreter der Abtei Braunau an der Benediktion des Grüssauer Abtes Dominicus Geyer teil. Am 23. September 1697 wurde ihm das Amt des Wirtschaftsverwalters (Provisor) übertragen.

### Abt von Břevnov-Braunau
Nach dem Tod des Abtes Sartorius am 13. Oktober 1700 wurde Othmar Zinke durch die Konventualen am 17. November 1700 zu dessen Nachfolger gewählt. Dabei erhielt er 42 der 51 Stimmen. Zur Abtei gehörten die Klöster Břevnov, Politz und Braunau, das Sitz des Abtes war. Später kam die von Zinke neu gegründete Propstei Wahlstatt im Herzogtum Liegnitz hinzu. In Břevnov, Politz und Wahlstatt wurde der Abt durch Prioren vertreten. Damit in den Prioraten die Chorgebete und der Choralgesang abgehalten werden konnten, achtete Zinke darauf, dass dort immer möglichst zwölf Mönche vorhanden waren.
Im Exemtionsstreit mit dem Prager Erzbischof beharrte Zinke auf der Sonderstellung von Břevnov-Braunau, der ein päpstliches Privileg zugrunde lag. Danach unterstand die böhmische Benediktinerkongregation nicht der Jurisdiktion des betreffenden Bischofs, sondern unmittelbar dem Heiligen Stuhl bzw. dem zuständigen Apostolischen Nuntius. Deshalb führte Othmar Zinke regelmäßig Provinzialkapitel sowie Klostervisitationen ab. Erst zwanzig Jahre nach seinem Tod entschied die Römische Kurie, an die der Prozess gelangte, zugunsten des Erzbischofs.
Während seiner Amtszeit reformierte Othmar Zinke die Klosterverwaltung. Dabei kamen ihm die als Wirtschaftsverwalter erworbenen Kenntnisse zugute. Er erließ schriftliche Dienstanweisungen für die Patres und die angestellten Amtsträger. Um die Erträge der Güter zu steigern, richtete er in Břevnov eine landwirtschaftliche Schule ein. Nachdem es unter Abt Sartorius zu Bauernunruhen gekommen war, sollte mit der Förderung der Braunauer Leinenweberei und des Leinenhandels die Leistungsfähigkeit der Untertanen und deren Lebensverhältnisse verbessert werden. Durch den Erwerb der Ländereien der in der Reformation aufgehobenen Benediktinerpropstei Wahlstatt erweiterte er den Klosterbesitz, verpflichtete sich damit jedoch auch gleichzeitig zu großen Investitionen, die zahlreichen Untertanen ein Einkommen sicherten.

### Bauherr
Große Verdienste erwarb sich Othmar Daniel Zinke um die Bauten der ihm unterstehenden Klöster. Dabei entwickelte er selbst einen hohen Kunstsinn. Planung und Ausstattung übertrug er namhaften Architekten und Künstlern, die überwiegend aus Böhmen und Bayern kamen. Es waren u. a. die Brüder Asam, Wenzel Lorenz Reiner, Karl Joseph Hiernle und Christoph Thomas Scheffler. Nach Plänen und unter der Bauleitung von Christoph Dientzenhofer und dessen Sohn Kilian Ignaz Dientzenhofer wurden während Zinkes Amtszeit größere Baumaßnahmen durchgeführt:
- Břevnov: Die Klostergebäude wurde vollendet und die Klosterkirche neu errichtet.
- Braunau: Der von Abt Sartorius begonnenen Wiederaufbau der Klostergebäude und der Klosterkirche nach dem Brand von 1684 wurde vollendet. 1711 wurden im Klosterbezirk ein neues Schulgebäude für das Klostergymnasium und 1727–1735 ein neuer Konventbau errichtet.
- In zehn Ortschaften des Braunauer Ländchens, das zum Stiftungsgut gehörte, wurden neue Dorfkirchen errichtet. Dabei sollte sich kein Bauplan wiederholen.
- Wahlstatt: Klostergebäude und Kirche für die neu errichtete Propstei.
- Politz: Erweiterung der Klostergebäude, Umgestaltung der Fassade der Klosterkirche.
- Kladno: Schloss und Kapelle St. Florian